# 达察·罗桑土邓晋美坚参

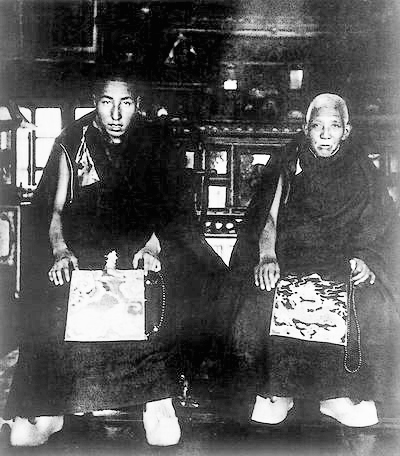
1944年，达察·罗桑土邓晋美坚参（左）及他的密宗上师、哲蚌寺的拉尊活佛（右）

达察·罗桑土邓晋美坚参（藏語：བློ་བཟང་ཐུབ་བསྟན་འཇིགས་མེད་རྒྱལ་མཚན་，威利转写：blo bzang thub bstan 'jigs med rgyal mtshan；1924年—1957年），男，藏族，山南桑日卡地方人，第十二世（计追认）达察活佛。

## 生平
藏历第十五饶迥木鼠年（1924年），生于山南桑日卡地方。由十三世达赖亲自主持金瓶掣签，认定为上一世达察活佛的转世灵童。后来，由十三世达赖剃度、授戒。此后，被迎至功德林供养并学经。稍微长大后，赴哲蚌寺郭莽扎仓学经。
他思想较为开放，曾经倡导功德林的僧众演藏戏，并且曾经请民间艺人在寺院内讲《格萨尔王传》。
1951年西藏和平解放之后，他曾于1953年赴中国内地参观学习，并于同年在北京参加了中国佛教协会成立大会，并当选中国佛教协会副会长。回到西藏之后，他在八宿寺带头免征乌拉差役，并且劝谕僧俗民众拥护中国共产党及政府的领导。
在其生命的最后时期，他患上了疾病，乃赴印度。据说，他在赴印度时，曾在越过西藏和锡金边界乃堆拉山口的时候回望西藏，并称自己此生将再也不会回到西藏了，后来他曾补充说，如果转世，他将会生在印度。到了印度，他首先去噶伦堡，然后到了加尔各答。他将加尔各答作为赴印度各佛教圣地朝圣的大本营，并且在这里接受治疗。
在加尔各答，他住在一对分属藏族和汉族的夫妇开办的小旅馆里。他将自己的照片赠送给这旅馆的老板娘，并且预言自己将会和她再会。后来，经过一系列阴差阳错，这位名叫扎央（Drayang）的老板娘成了1959年出生的十三世达察活佛洛桑益西强白嘉措的养母。
1957年，达察·罗桑土邓晋美坚参在印度加尔各答因病圆寂。